# هيو نيد براون
هيو نيد براون (بالإنجليزية: Hugh Ned Brown)‏ هو مربي أمريكي، ولد في 18 يوليو 1919 في أوكوود في الولايات المتحدة، وتوفي في 7 ديسمبر 2011 في غروف سيتي ‏ في الولايات المتحدة.